# Scolomys ucayalensis
Scolomys ucayalensis är en däggdjursart som beskrevs av José Fernando Pacheco 1991. Scolomys ucayalensis ingår i släktet Scolomys och familjen hamsterartade gnagare. IUCN kategoriserar arten globalt som livskraftig. Inga underarter finns listade i Catalogue of Life.
Arten förekommer i västra Brasilien, norra Peru, södra Colombia och kanske i Ecuador. Den lever i kulliga områden och låga bergstrakter mellan 200 och 800 meter över havet. Habitatet utgörs av ursprungliga regnskogar och delvis av förändrade skogar. Individerna är aktiva på natten. Troligen kan honor para sig hela året. Per kull föds vanligen tre ungar.